# Spezia Calcio 2012-2013
Questa voce raccoglie le informazioni riguardanti lo Spezia Calcio nelle competizioni ufficiali della stagione 2012-2013.

## Stagione
Nella stagione 2012-2013 lo Spezia ha disputato il ventesimo campionato di Serie B della sua storia, ha raccolto 51 punti con il tredicesimo posto. Gli aquilotti neopromossi nel campionato cadetto, dopo tre stagioni in Prima Divisione, hanno cambiato nel corso della stagione tre allenatori, ma hanno sviluppato un andamento costante del torneo, nelle posizioni medio basse della classifica. Il torneo è iniziato con Michele Serena dalla 1ª giornata alla 22ª giornata, poi Gianluca Atzori ha guidato gli aquilotti per cinque giornate, il campionato lo ha concluso poi Luigi Cagni. Lo Spezia ha raccolto 25 punti nel girone di andata e 26 nel girone di ritorno. Spicca nel campionato spezzino la prestazione del romano Marco Sansovini arrivato dal Pescara, autore di 1 centro in Coppa Italia e 20 reti in campionato. nella Coppa Italia per lo Spezia buona la prima (4-1) al Sorrento, fuori dal torneo nella seconda, con la sconfitta (2-1) a Cagliari.

## Divise e sponsor
Il fornitore ufficiale di materiale tecnico per la stagione 2012-2013 è stato Lotto, mentre gli sponsor di maglia sono stati Cassa di Risparmio della Spezia e Gruppo Ferla.
| 1ª divisa | 2ª divisa |

## Organigramma societario
Area direttiva
- Presidente onorario: Gabriele Volpi
- Presidente: Matteo Volpi
- Vice Presidente: Simone Volpi
- Vice Presidente esecutivo: Andrea Corradino
- Amministratore delegato: Giuseppe Spalenza (fino al 30 novembre 2012)
- Direttore generale: Renato Cipollini
- Direttore sportivo: Nelso Ricci (fino al 5 gennaio 2013), poi Giuseppe Vitale[2]
- Responsabile scouting: Claudio Vinazzani
- Segretario generale: Marco Palmieri
- Segretaria amministrativa: Elisabetta Anzuini
- Responsabile settore giovanile: Pietro Fusco
- Amministrazione, finanza e controllo: Luigi Micheli

Area tecnica
- Responsabile: Giuseppe Vitale
- Allenatore: Michele Serena (fino al 5 gennaio 2013), poi Gianluca Atzori[2] (fino al 23 febbraio), poi Luigi Cagni
- Allenatore in seconda: Davide Zanon (fino al 5 gennaio 2013), poi Andrea Bergamo (fino al 23 febbraio), poi Luca Salvalaggio
- Preparatore dei portieri: Massimo Lotti (fino al 5 gennaio 2013), poi Roberto Aliboni (fino al 23 febbraio)
- Preparatore atletico: Paolo Giordani
- Collaboratori: Roberto Aliboni

Area sanitaria
- Responsabile sanitario: Paolo Gola
- Mental Trainer: Viktoria Savova Pachova
- Fisioterapisti: Andrea Bertagna, Andrea Biagini ed Enzo Teodosio
- Recupero infortunati: Paolo Casale
- Chiropratico: Erik Bergstrom

## Rosa
| N. |                       | Ruolo | Calciatore         |
| -- | --------------------- | ----- | ------------------ |
| 1  | Italia (bandiera)     | P     | Danilo Russo       |
| 2  | Italia (bandiera)     | D     | Nicola Madonna     |
| 3  | Portogallo (bandiera) | D     | Mário Rui          |
| 4  | Italia (bandiera)     | C     | Lorenzo Lollo      |
| 5  | Italia (bandiera)     | D     | Nicola Pasini      |
| 6  | Uruguay (bandiera)    | C     | Nicolás Albarracín |
| 6  | Italia (bandiera)     | C     | Matteo Mandorlini  |
| 7  | Italia (bandiera)     | C     | Gianluca Musacci   |
| 7  | Italia (bandiera)     | A     | Felice Evacuo      |
| 8  | Italia (bandiera)     | C     | Andrea Bovo        |
| 9  | Italia (bandiera)     | A     | Marco Sansovini    |
| 10 | Italia (bandiera)     | C     | Davide Di Gennaro  |
| 11 | Austria (bandiera)    | A     | Thomas Pichlmann   |
| 13 | Italia (bandiera)     | D     | Simone Benedetti   |

| N. |                    | Ruolo | Calciatore           |
| -- | ------------------ | ----- | -------------------- |
| 14 | Italia (bandiera)  | D     | Raffaele Schiavi     |
| 17 | Italia (bandiera)  | C     | Filippo Porcari      |
| 18 | Italia (bandiera)  | D     | Cristiano Piccini    |
| 19 | Italia (bandiera)  | D     | Agostino Garofalo    |
| 20 | Italia (bandiera)  | C     | Lorenzo Crisetig     |
| 21 | Italia (bandiera)  | A     | Stefano Okaka        |
| 22 | Italia (bandiera)  | P     | Alessandro Iacobucci |
| 23 | Italia (bandiera)  | C     | Paolo Sammarco       |
| 24 | Italia (bandiera)  | C     | Nicolas Izzillo      |
| 29 | Romania (bandiera) | D     | Dorin Goian          |
| 30 | Italia (bandiera)  | A     | Mirko Antenucci      |
| 34 | Italia (bandiera)  | P     | Enrico Guarna        |
| 35 | Italia (bandiera)  | D     | Simone Romagnoli     |

## Risultati

### Serie B

#### Girone di andata
| Arbitro: | Ostinelli (Como) |

|                   |           |                |
| Sansovini 5’, 90’ | Marcatori | 72’ Giacomelli |

| Arbitro: | Giancola (Vasto) |

|                 |           |                       |
| Gómez Taleb 69’ | Marcatori | 41’ (rig.) Di Gennaro |

| Arbitro: | Cervellera (Taranto) |

|                                             |           |          |
| Sansovini 39’, 87’ D. Di Gennaro 73’ (rig.) | Marcatori | 13’ Bouy |

| Arbitro: | Baracani (Firenze) |

|                         |           |  |
| Feczesin 51’ Loviso 67’ | Marcatori |  |

| Arbitro: | Velotto (Grosseto) |

|  |           |                               |
|  | Marcatori | 31’ Missiroli 48’ Troianiello |

| Arbitro: | Tommasi (Bassano del Grappa) |

|              |           |  |
| González 85’ | Marcatori |  |

| Arbitro: | Gavillucci (Latina) |

|               |           |  |
| Sansovini 56’ | Marcatori |  |

| Arbitro: | Ciampi (Roma) |

|                     |           |                                                                    |
| Paulinho 89’ (rig.) | Marcatori | 13’ (rig.) D. Di Gennaro 41’ Bovo 46’ Sansovini 55’, 85’ Antenucci |

| Arbitro: | Merchiori (Ferrara) |

|                          |           |             |
| D. Di Gennaro 90’ (rig.) | Marcatori | 57’ Litteri |

| Varese 20 ottobre 2012, ore 15:00 CEST 10ª giornata | Varese           | 0 – 0 referto | Spezia | Stadio Franco Ossola\| Arbitro: \| Irrati (Pistoia) \| |
| Arbitro:                                            | Irrati (Pistoia) |               |        |                                                        |

| Arbitro: | Abbattista (Molfetta) |

|  |           |                                          |
|  | Marcatori | 40’, 64’ Giannetti 59’ (rig.) Di Roberto |

| Arbitro: | Giancola (Vasto) |

|                |           |  |
| M. Scaglia 67’ | Marcatori |  |

| Arbitro: | Baracani (Firenze) |

|                   |           |             |
| Sansovini 5’, 72’ | Marcatori | 27’ Maiello |

| Arbitro: | Candussio (Cervignano del Friuli) |

|              |           |           |
| Sforzini 29’ | Marcatori | 85’ Okaka |

| Arbitro: | Ciampi (Roma) |

|                             |           |                                    |
| Sansovini 57’ Antenucci 85’ | Marcatori | 40’, 69’ Danilevičius 88’ Dicuonzo |

| Arbitro: | Di Bello (Brindisi) |

|           |           |              |
| Succi 75’ | Marcatori | 5’ Sansovini |

| Arbitro: | Mariani (Aprilia) |

|                                |           |                    |
| Saponara 36’ Tavano 70’ (rig.) | Marcatori | 25’, 40’ Sansovini |

| Arbitro: | Gavillucci (Latina) |

|                                      |           |                           |
| D. Di Gennaro 40’ Sansovini 56’, 72’ | Marcatori | 58’ Ceppitelli 79’ Caputo |

| Arbitro: | Cervellera (Taranto) |

|             |           |           |
| Minotti 37’ | Marcatori | 67’ Okaka |

| Arbitro: | Fabbri (Ravenna) |

|                     |           |                           |
| Okaka 19’ Goian 68’ | Marcatori | 5’, 43’ Farias 32’ Cutolo |

| Arbitro: | Tommasi (Bassano del Grappa) |

|                      |           |  |
| Ardemagni 86’ (rig.) | Marcatori |  |

#### Girone di ritorno
| Arbitro: | Baracani (Firenze) |

|                                   |           |                                          |
| Martinelli 57’ Malonga 83’ (rig.) | Marcatori | 26’ Porcari 45’ Benedetti 58’ Di Gennaro |

| Arbitro: | Irrati (Pistoia) |

|  |           |           |
|  | Marcatori | 81’ Cacia |

| Brescia 2 febbraio 2013, ore 15:00 CET 24ª giornata | Brescia              | 0 – 0 referto | Spezia | Stadio Mario Rigamonti\| Arbitro: \| Palazzino (Ciampino) \| |
| Arbitro:                                            | Palazzino (Ciampino) |               |        |                                                              |

| Arbitro: | Di Paolo (Avezzano) |

|                                       |           |                                   |
| Antenucci 55’ Sansovini 76’, 83’, 90’ | Marcatori | 14’ Zaza 31’ Feczesin 48’ Fossati |

| Arbitro: | Pinzani (Empoli) |

|                                                   |           |                             |
| Catellani 10’ Terranova 60’ (rig.) T. Bianchi 66’ | Marcatori | 16’ Sansovini 27’ Pichlmann |

| Arbitro: | Mariani (Aprilia) |

|  |           |                                                                                       |
|  | Marcatori | 22’ Borges Fernandes 28’ Lepiller 60’ Seferović 64’ González 76’ Pesce 83’ F. Lazzari |

| Arbitro: | Ciampi (Roma) |

|                |           |           |
| G. Colucci 47’ | Marcatori | 12’ Okaka |

| Arbitro: | Di Bello (Brindisi) |

|               |           |                    |
| Benedetti 62’ | Marcatori | 4’, 50’ Belingheri |

| Terni 9 marzo 2013, ore 15:00 CET 30ª giornata | Ternana                | 0 – 0 referto | Spezia | Stadio Libero Liberati\| Arbitro: \| Castrignanò (Brindisi) \| |
| Arbitro:                                       | Castrignanò (Brindisi) |               |        |                                                                |

| La Spezia 16 marzo 2013, ore 15:00 CET 31ª giornata | Spezia             | 0 – 0 referto | Varese | Stadio Silvio Piola\| Arbitro: \| Velotto (Grosseto) \| |
| Arbitro:                                            | Velotto (Grosseto) |               |        |                                                         |

| Cittadella 19 marzo 2013, ore 20:45 CET 32ª giornata | Cittadella          | 0 – 0 referto | Spezia | Stadio Piercesare Tombolato\| Arbitro: \| Borriello (Mantova) \| |
| Arbitro:                                             | Borriello (Mantova) |               |        |                                                                  |

| Arbitro: | Tommasi (Bassano del Grappa) |

|               |           |                                        |
| Antenucci 42’ | Marcatori | 22’ Scavone 71’ Cristiano 90’ Iemmello |

| Arbitro: | Palazzino (Ciampino) |

|  |           |                        |
|  | Marcatori | 50’ Sammarco 68’ Lollo |

| Arbitro: | Ostinelli (Como) |

|                             |           |                          |
| Goian 54’ D. Di Gennaro 87’ | Marcatori | 90’ (rig.) G. Delvecchio |

| Arbitro: | Baracani (Firenze) |

|                              |           |           |
| Romagnoli 2’ (aut.) Zito 12’ | Marcatori | 57’ Okaka |

| Arbitro: | Pinzani (Empoli) |

|           |           |  |
| Okaka 50’ | Marcatori |  |

| Arbitro: | Nasca (Bari) |

|                                           |           |  |
| Antenucci 12’ Okaka 40’ D. Di Gennaro 66’ | Marcatori |  |

| Arbitro: | Irrati (Pistoia) |

|                          |           |             |
| Sciaudone 34’ Fedato 64’ | Marcatori | 61’ Porcari |

| Arbitro: | Merchiori (Ferrara) |

|              |           |                |
| Sansovini 9’ | Marcatori | 18’ Mammarella |

| Arbitro: | Manganiello (Pinerolo) |

|                |           |                          |
| Zé Eduardo 44’ | Marcatori | 66’ (rig.) D. Di Gennaro |

| Arbitro: | Abbattista (Molfetta) |

|               |           |               |
| Sansovini 89’ | Marcatori | 19’ Ardemagni |

### Coppa Italia

#### Secondo turno
| Arbitro: | Pinzani (Empoli) |

|                                             |           |           |
| Benedetti 49’ Evacuo 77’, 87’ Sansovini 86’ | Marcatori | 78’ Basso |

#### Terzo turno
| Arbitro: | Peruzzo (Schio) |

|                          |           |                   |
| Pinilla 23’ Larrivey 90’ | Marcatori | 68’ D. Di Gennaro |

## Statistiche

### Statistiche di squadra
| Competizione | Punti | In casa | In casa | In casa | In casa | In casa | In casa | In trasferta | In trasferta | In trasferta | In trasferta | In trasferta | In trasferta | Totale | Totale | Totale | Totale | Totale | Totale | DR |
| Competizione | Punti | G       | V       | N       | P       | Gf      | Gs      | G            | V            | N            | P            | Gf           | Gs           | G      | V      | N      | P      | Gf     | Gs     | DR |
| ------------ | ----- | ------- | ------- | ------- | ------- | ------- | ------- | ------------ | ------------ | ------------ | ------------ | ------------ | ------------ | ------ | ------ | ------ | ------ | ------ | ------ | -- |
| Serie B      | 51    | 21      | 9       | 4       | 8       | 30      | 35      | 21           | 3            | 11           | 7            | 22           | 23           | 42     | 12     | 15     | 15     | 52     | 58     | -6 |
| Coppa Italia |       | 1       | 1       | 0       | 0       | 4       | 1       | 1            | 0            | 0            | 1            | 1            | 2            | 2      | 1      | 0      | 1      | 5      | 3      | +2 |
| Totale       | -     | 22      | 10      | 4       | 8       | 34      | 36      | 22           | 3            | 11           | 8            | 23           | 25           | 44     | 13     | 15     | 16     | 57     | 61     | -4 |

### Statistiche dei giocatori
| Giocatore     | Serie B  | Serie B | Serie B     | Serie B    | Coppa Italia | Coppa Italia | Coppa Italia | Coppa Italia | Totale   | Totale | Totale      | Totale     |
| Giocatore     | Presenze | Reti    | Ammonizioni | Espulsioni | Presenze     | Reti         | Ammonizioni  | Espulsioni   | Presenze | Reti   | Ammonizioni | Espulsioni |
| ------------- | -------- | ------- | ----------- | ---------- | ------------ | ------------ | ------------ | ------------ | -------- | ------ | ----------- | ---------- |
| N. Albarracín | 3        | 0       | 0           | 0          | -            | -            | -            | -            | 3        | 0      | 0           | 0          |
| M. Antenucci  | 33       | 6       | 4           | 0          | -            | -            | -            | -            | 33       | 6      | 4           | 0          |
| S. Benedetti  | 21       | 2       | 3           | 0          | 2            | 1            | 0            | 0            | 23       | 3      | 3           | 0          |
| A. Bovo       | 37       | 1       | 5           | 0          | 2            | 0            | 1            | 0            | 39       | 1      | 6           | 0          |
| L. Crisetig   | 10       | 0       | 0           | 0          | 2            | 0            | 0            | 0            | 12       | 0      | 0           | 0          |
| D. Di Gennaro | 34       | 9       | 3           | 0          | 1            | 1            | 0            | 0            | 35       | 10     | 3           | 0          |
| F. Evacuo     | -        | -       | -           | -          | 1            | 2            | 0            | 0            | 1        | 2      | 0           | 0          |
| A. Garofalo   | 35       | 0       | 7           | 0          | 2            | 0            | 0            | 0            | 37       | 0      | 7           | 0          |
| D. Goian      | 26       | 2       | 12          | 2          | -            | -            | -            | -            | 26       | 2      | 12          | 2          |
| E. Guarna     | 13       | -19     | 0           | 0          | -            | -            | -            | -            | 13       | -19    | 0           | 0          |
| A. Iacobucci  | 24       | -32     | 0           | 0          | 1            | -2           | 0            | 0            | 25       | -34    | 0           | 0          |
| N. Izzillo    | 1        | 0       | 0           | 0          | -            | -            | -            | -            | 1        | 0      | 0           | 0          |
| L. Lollo      | 18       | 1       | 5           | 0          | 1            | 0            | 0            | 0            | 19       | 1      | 5           | 0          |
| N. Madonna    | 24       | 0       | 4           | 0          | 2            | 0            | 0            | 0            | 26       | 0      | 4           | 0          |
| M. Mandorlini | 14       | 0       | 3           | 0          | 2            | 0            | 0            | 0            | 16       | 0      | 3           | 0          |
| Mário Rui     | 23       | 0       | 4           | 1          | 1            | 0            | 0            | 0            | 24       | 0      | 4           | 1          |
| G. Musacci    | 10       | 0       | 1           | 0          | -            | -            | -            | -            | 10       | 0      | 1           | 0          |
| S. Okaka      | 38       | 7       | 5           | 1          | -            | -            | -            | -            | 38       | 7      | 5           | 1          |
| N. Pasini     | 19       | 0       | 2           | 0          | 1            | 0            | 0            | 0            | 20       | 0      | 2           | 0          |
| C. Piccini    | 30       | 0       | 7           | 0          | -            | -            | -            | -            | 30       | 0      | 7           | 0          |
| T. Pichlmann  | 21       | 1       | 0           | 0          | 2            | 0            | 0            | 0            | 23       | 1      | 0           | 0          |
| F. Porcari    | 34       | 2       | 16          | 2          | 2            | 0            | 2            | 0            | 36       | 2      | 18          | 2          |
| S. Romagnoli  | 14       | 0       | 4           | 1          | -            | -            | -            | -            | 14       | 0      | 4           | 1          |
| D. Russo      | 5        | -7      | 0           | 0          | 1            | -1           | 0            | 0            | 6        | -8     | 0           | 0          |
| P. Sammarco   | 26       | 1       | 6           | 0          | 1            | 0            | 0            | 0            | 27       | 1      | 6           | 0          |
| M. Sansovini  | 37       | 20      | 3           | 0          | 2            | 1            | 0            | 0            | 39       | 21     | 3           | 0          |
| R. Schiavi    | 29       | 0       | 8           | 0          | 1            | 0            | 0            | 0            | 30       | 0      | 8           | 0          |